# Fundación Consejo España India
La Fundación Consejo España India es una iniciativa cultural privada, apoyada por el Ministerio de Asuntos Exteriores y de Cooperación de España, formada por empresas, entidades financieras, agentes culturales, universidades, escuelas de negocios, abogados y consultores interesados en fomentar las relaciones entre España e India en colaboración con el Estado. La Fundación Consejo España India anunció en 2012 su lista de futuros líderes indios entre los que se encontraban eminentes profesionales indios como Sanjeev Kapoor, Samarth Singh, Indrajit Hazra, Trilochan Sastry, Alok Nanavaty, Sanaa Arora, Reuben Abraham y Sharon Thomas.